# Д’обсервер
«Д’обсервер» — первый концертный альбом ленинградской рок-группы «АукцЫон». Альбом был записан во время выступления группы осенью 1986 года в ДК Пулковской обсерватории. В программу выступления вошли все песни из дебютного альбома группы, две песни, позднее вошедшие в альбом «В Багдаде всё спокойно» («Тоска» и «Путь в Джинистан»), песня «Я не пример для подражанья», позднее вошедшая в альбом «Мотыльки», и четыре не входивших в иные альбомы композиции («Панковский сон», «Телега», «Любовь на эскалаторе», «На льдине»). Также на записи присутствуют ответы музыкантов на вопросы зрителей и чтение Олегом Гаркушей нескольких стихотворений.
В 2014 году альбом был переиздан издательством «Геометрия». При переиздании альбома были добавлены запись выступления группы на IV фестивале Ленинградского рок-клуба, концертный магнитоальбом «Рио-де-Шушары» и часть выступления в ДК «Мир» в Дубне, а финальные стихи Олега Гаркуши («Похороны души», «Я еду в метро» и «Краски») были разделены на отдельные треки.

## Список композиций
| №   | Название                                           | Автор(ы)          | Длительность |
| --- | -------------------------------------------------- | ----------------- | ------------ |
| 1.  | «Вернись в Сорренто»                               | Эрнесто де Куртис | 1:47         |
| 2.  | «Чудный вечер»                                     |                   | 3:17         |
| 3.  | «Книга учёта жизни»                                |                   | 5:07         |
| 4.  | «Волчица»                                          |                   | 4:47         |
| 5.  | «Женщина»                                          |                   | 5:44         |
| 6.  | «Радиодиверсия»                                    |                   | 3:54         |
| 7.  | «Что делать»                                       |                   | 5:58         |
| 8.  | «Рабочее утро»                                     |                   | 2:21         |
| 9.  | «Вернись в Сорренто» (исполняет Робертино Лоретти) |                   | 1:36         |
| 10. | «Панковский сон»                                   |                   | 2:39         |
| 11. | «Путь в Джинистан»                                 |                   | 4:10         |
| 12. | «Тоска»                                            |                   | 4:16         |
| 13. | «Я не пример для подражанья»                       |                   | 3:25         |
| 14. | «Телега»                                           |                   | 3:36         |
| 15. | «Любовь на эскалаторе»                             |                   | 2:46         |
| 16. | «На льдине»                                        |                   | 3:28         |
| 17. | «Деньги это бумага»                                |                   | 3:55         |
| 18. | «Олег Гаркуша - Стихи»                             |                   | 10:08        |

IV фестиваль Ленинградского рок-клуба (записан 31.05.1986)
1. Вернись в Сорренто
2. Чудный вечер
3. Книга учёта жизни
4. Волчица
5. Женщина
6. Радиодиверсия
7. Что делать?
8. Рабочее утро
9. Деньги — это бумага

Рио-де-Шушары (записан в 1986 году)
1. Вступление Сергея Рогожина
2. Я попробую спеть (стих)
3. Чудный вечер
4. Я не пример для подражания
5. Книга учёта жизни
6. Волчица
7. Женщина
8. На льдине
9. Любовь на эскалаторе
10. Деньги — это бумага

Концерт в ДК Мир (г. Дубна) (записан 22.02.1988, на CD публикуется фрагмент записи)
1. Книга учёта жизни
2. Рабочее утро

## Музыканты
- Игорь Черидник — барабаны
- Виктор Бондарик — бас
- Леонид Фёдоров — гитара, вокал
- Николай Федорович — саксофон
- Сергей Рогожин — вокал
- Дмитрий Озерский — клавиши
- Олег Гаркуша — голос, шоу